# Um Lobisomem Americano em Londres
Um Lobisomem Americano em Londres (An American Werewolf in London, no original em inglês) é um filme anglo-americano de 1981 dos gêneros horror e humor negro, escrito e dirigido por John Landis. O filme venceu o Oscar de melhor maquiagem e o prêmio Saturn Award, como melhor filme de horror de 1981. Curiosamente, esta foi uma das três produções cinematográficas lançadas em 1981 sobre lobisomens. As outras foram The Howling e Wolfen. Depois de anos o filme continua com fãs, que o consideram um "cult" clássico.
Em 1997 uma sequência foi filmada, An American Werewolf In Paris, com elenco diferente do filme original, John Landis, o diretor de Um Lobisomem Americano em Londres, disse: "Fiquei realmente desapontado quando vi o filme, achei-o péssimo".

## Enredo
Dois estudantes americanos, David Kessler e Jack Goodman, estão à noite numa região afastada da Inglaterra, quando ouvem um uivo e são atacados por um enorme e desconhecido animal. Jack é morto e o lobo é baleado, mas David consegue sobreviver e é internado num hospital em Londres. Ao voltar a si, tempos depois, ele não se lembra do acontecido. Então David começa a receber visitas mal-assombradas do seu amigo morto Jack, que explica que ele foi atacado por um lobisomem e agora se tornará também um monstro. Jack quer que David se suicide antes da próxima lua cheia, não apenas para evitar a transformação, mas também para libertar ele próprio da sua condição de morto-vivo.
Ignorando o pedido de Jack, David tenta viver normalmente, e é surpreendido com o surgimento da primeira lua cheia, que o faz se transformar horrivelmente em um lobisomem. Solto pela cidade, David faz diversas vítimas durante a noite e acorda em um zoológico, sem que o mesmo tenha lembrança dos ocorridos. Após ele voltar para a casa de Alex, eles vão para o Piccadilly Circus em um Taxi, o Taxi diz sobre uma chacina que aconteceu na noite anterior, David então desce do carro e começa a surtar no meio do Piccadilly Circus implorando a um guarda para ser preso.
David consegue fugir de Alex e tenta tirar a própria vida em uma cabine telefônica, ele vê o fantasma de Jack entrando em um cinema e o segue, dentro do cinema, Jack apresenta a David todas as suas vítimas da noite passada e dizem para ele se matar, David fica no cinema até o anoitecer, quando se transforma no Lobisomem novamente.
Ele faz um caos no Piccadilly Circus, e se esconde em uma rua sem saída. Alex, sabendo que um caos estava acontecendo no centro de Londres, vai até a rua onde o Lobisomem está, ela a diz que o ama, antes que David pudesse tentar atacar ela, a guarda britânica atira contra David, o matando.

## Elenco
- David Naughton como David Kessler:

Um americano e protagonista do filme que foi em viagem junto de seu melhor amigo, Jack Goodman, ao Reino Unido. Em uma rua deserta, em noite de lua cheia a caminho de Londres, foram atacados por um Lobisomem, David foi o único sobrevivente, e então foi amaldiçoado pela maldição do Lobisomem. Ele faz várias vítimas como Lobisomem, e é morto pela guarda britânica no Piccadilly Circus.
- Jenny Agutter como Alex Prince:

Uma enfermeira londrina e par romântico de David Kessler, ela acha que David está enlouquecendo por causa do ataque do Lobisomem. Ela abriga David em sua casa, enquanto trabalha no hospital cuidando de crianças e outros pacientes.
- Griffin Dune como Jack Goodman

Um americano e melhor amigo de David Kessler, ele morre durante o ataque do Lobisomem e aparece como um fantasma e morto-vivo alertando David sobre a maldição por todo o filme.
- John Woodvine como Dr. J.S. Hirsch

Um médico que cuidou de David Kessler enquanto se recuperava no hospital, ele, assim como Alex, também quer entender sobre o que está acontecendo com David.
- Lila Kaye como Barmaid
- David Schofield como Dart Player
- Brian Glover como Chess Player
- Anne-Marie Davies como Susan Gallagher
- Frank Oz como Inspetor Villiers
- Paul Kember como Sargento McManus

## Produção
John Landis havia escrito o filme enquanto morava e trabalhava na Iugoslávia em 1969, enquanto era assistente de produção no filme Kelly's Heroes (1970). Segundo Landis, ele e um membro iugoslavo da equipe estavam dirigindo na parte de trás de um carro em locação quando se depararam com um grupo de ciganos . Os ciganos pareciam estar realizando rituais em um homem que estava sendo enterrado para que ele não "ressuscitasse da sepultura".
Landis escreveu o primeiro rascunho de Um Lobisomem Americano em Londres em 1969 e o arquivou por mais de uma década. Dois anos depois, Landis escreveu, dirigiu e estrelou seu filme de estreia, Schlock , que desenvolveu um culto de seguidores. Landis desenvolveu status de bilheteria em Hollywood através das comédias de sucesso, The Kentucky Fried Movie, Animal House e The Blues Brothers antes de garantir um financiamento de US$ 10 milhões da PolyGram Pictures para seu filme de lobisomem. Os financiadores acreditavam que o roteiro de Landis era assustador demais para ser uma comédia e engraçado demais para ser um filme de terror. Os executivos da Universal Studios estavam pressionando o diretor a escalar Dan Aykroyd e John Belushi como David Kessler e Jack Goodman, mas Landis escolheu atores desconhecidos.

### Filmagem
As filmagens começaram e terminaram entre fevereiro e março de 1981, pois Landis queria que o filme fosse ambientado e acontecesse durante um clima ruim. Os pântanos foram filmados ao redor das Montanhas Negras, no País de Gales, e East Proctor é, na realidade, a pequena vila de Crickadarn, a cerca de 9,7 km a sudeste de Builth Wells, na saída da A470. A estátua do Anjo da Morte foi um acessório adicionado ao filme, mas a cabine telefônica vermelha é real, embora as placas de trânsito galesas estivessem cobertas por uma árvore falsa.
O pub mostrado no filme conhecido como Slaughtered Lamb era na verdade uma casa de campo localizada em Crickadarn, e as cenas internas foram filmadas no Black Swan, Old Lane, Martyrs Green em Surrey.
Um Lobisomem Americano em Londres foi o primeiro filme autorizado a ser filmado no Piccadilly Circus em 15 anos. Landis conseguiu isso convidando 300 membros do Serviço de Polícia Metropolitana da Grande Londres para uma exibição de seu novo filme The Blues Brothers. A polícia ficou tão impressionada com seu trabalho que concedeu à produção uma permissão de filmagem de duas noites, entre 1h e 4h.

## Lançamento

### Recepção
O Metacritic, que usa uma média ponderada, atribuiu ao filme uma pontuação de 60 em 100, baseado em 6 críticos, indicando críticas "mistas ou médias".

### Bilheteria
Um Lobisomem Americano em Londres foi lançado em 21 de agosto de 1981 e arrecadou US$ 30 milhões nas bilheterias dos Estados Unidos  e US$ 62 milhões em todo o mundo, contra um orçamento de menos de US$ 6 milhões.

### Mídia doméstica
O filme foi lançado pela primeira vez em 1981 em VHS e Betamax sob o selo MCA Videocassette Inc. e em LaserDisc e CED sob o selo MCA Videodisc. Em 1984, a MCA Home Video lançou-o em LaserDisc. Esta seria a última vez que a Universal lançaria o filme em home video por 17 anos. No ano seguinte, a Vestron Video adquiriu os direitos de vídeo da MCA/Universal e lançou-o em VHS, Betamax e LaserDisc em 1985. Foi lançado novamente em LaserDisc em 1989 (sob a Image Entertainment através da Vestron) e 1995 (sob a LIVE Entertainment ), e novamente em VHS em 1990 sob o selo Video Treasures e 1991 e 1994 da Vestron Video (através da LIVE Home Video).

## Adaptação radiofônica
A BBC Rádio 1 apresentou uma versão em 1997, escrita e dirigida por Dirk Maggs e com Jenny Agutter, Brian Glover e John Woodvine repetindo os papéis de Alex Price, o jogador de xadrez (agora chamado de George Hackett) e Dr. Hirsch. Os papéis de David e Jack foram interpretados por Eric Meyers e William Dufris. O roteiro de Maggs introduziu uma origem que conta sobre algumas pessoas de East Proctor que foram para o leste da Europa e voltaram com a maldição da licantropia. O lobisomem que mordeu David é revelado como "Larry Talbot", o nome do personagem de The Wolf Man de 1941.